# Elly Baltus
Elly Baltus (Bergen (Noord-Holland), 12 juni 1956) is een Nederlands beeldhouwster en medailleur.

## Leven en werk
Baltus werd opgeleid aan de Gerrit Rietveld Academie en behaalde haar master of Arts aan de Universiteit van Wales. Ze maakt zowel vrijstaande beelden als penningen. Haar beelden zijn assemblages van verschillende materialen die in brons worden gegoten. Dat is onder andere te zien bij het oorlogsmonument Vrouwen uit het verzet, waarvoor ze karton en een deur van een deportatietrein gebruikte. Met haar penningkunst won Baltus in 2010 de Grand Prix van de Fédération internationale de la médaille d'art (Fidem).

## Werken

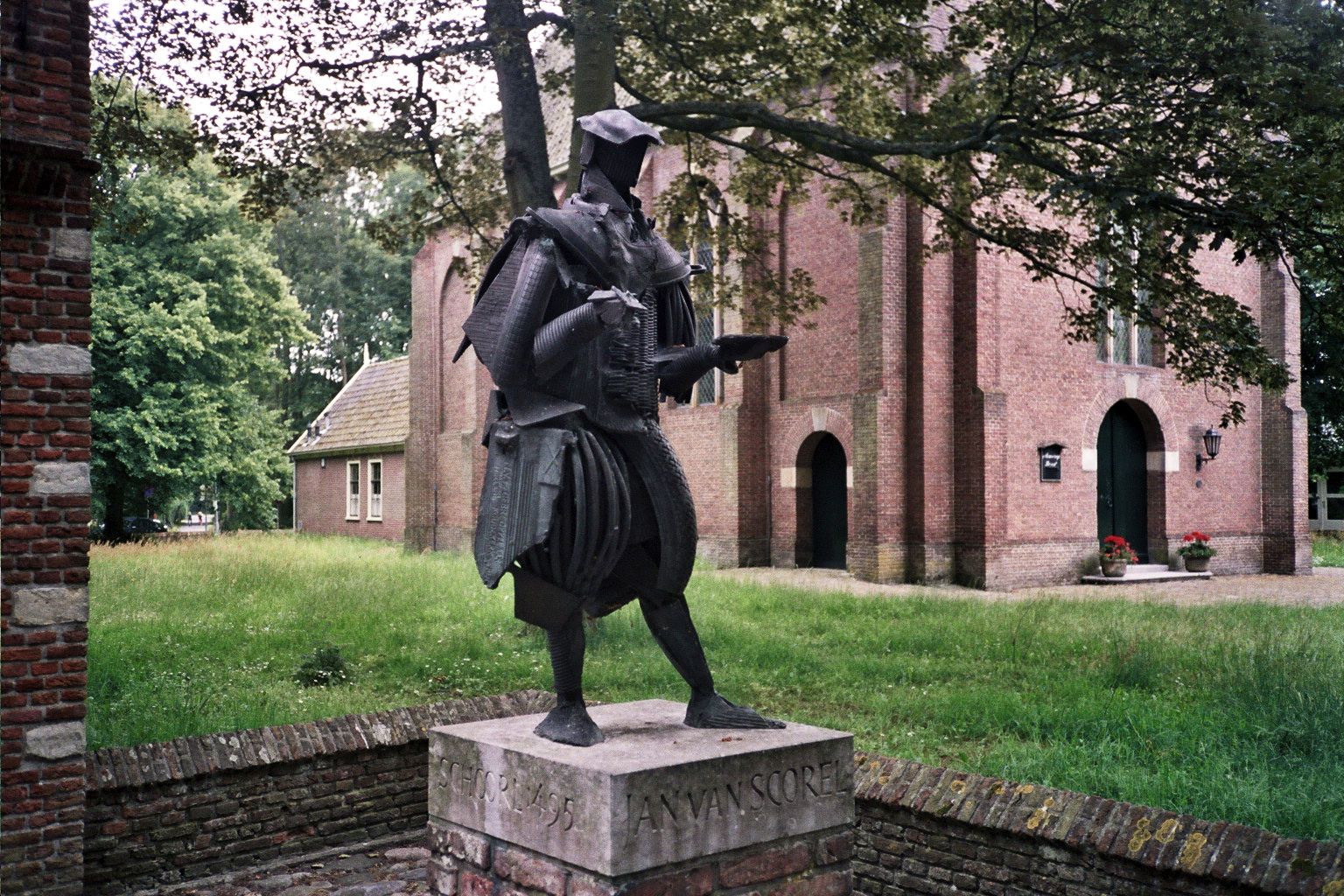
Jan van Scorel (1986), Schoorl
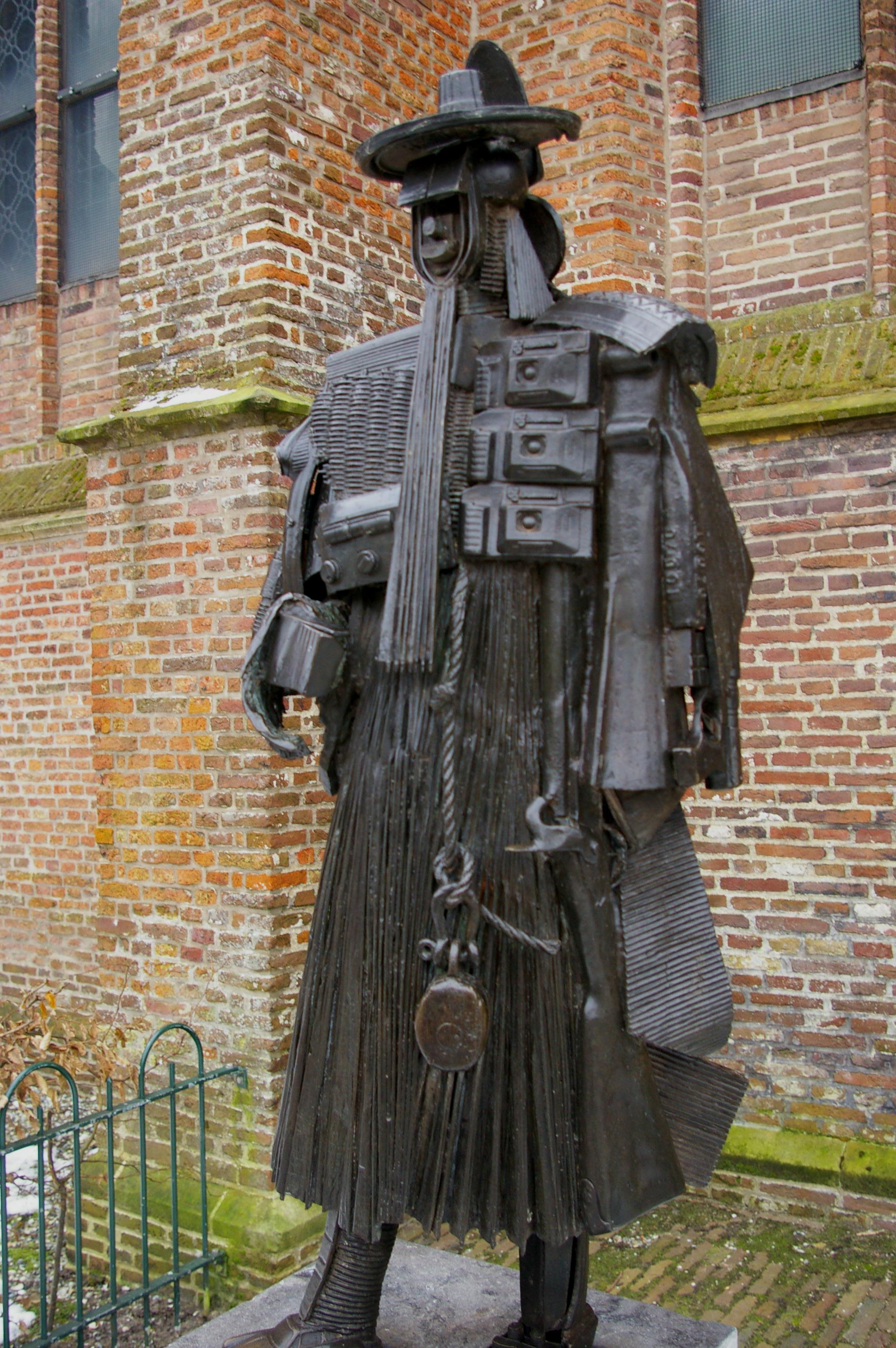
Jan Jansz. Weltevree (1988), De Rijp
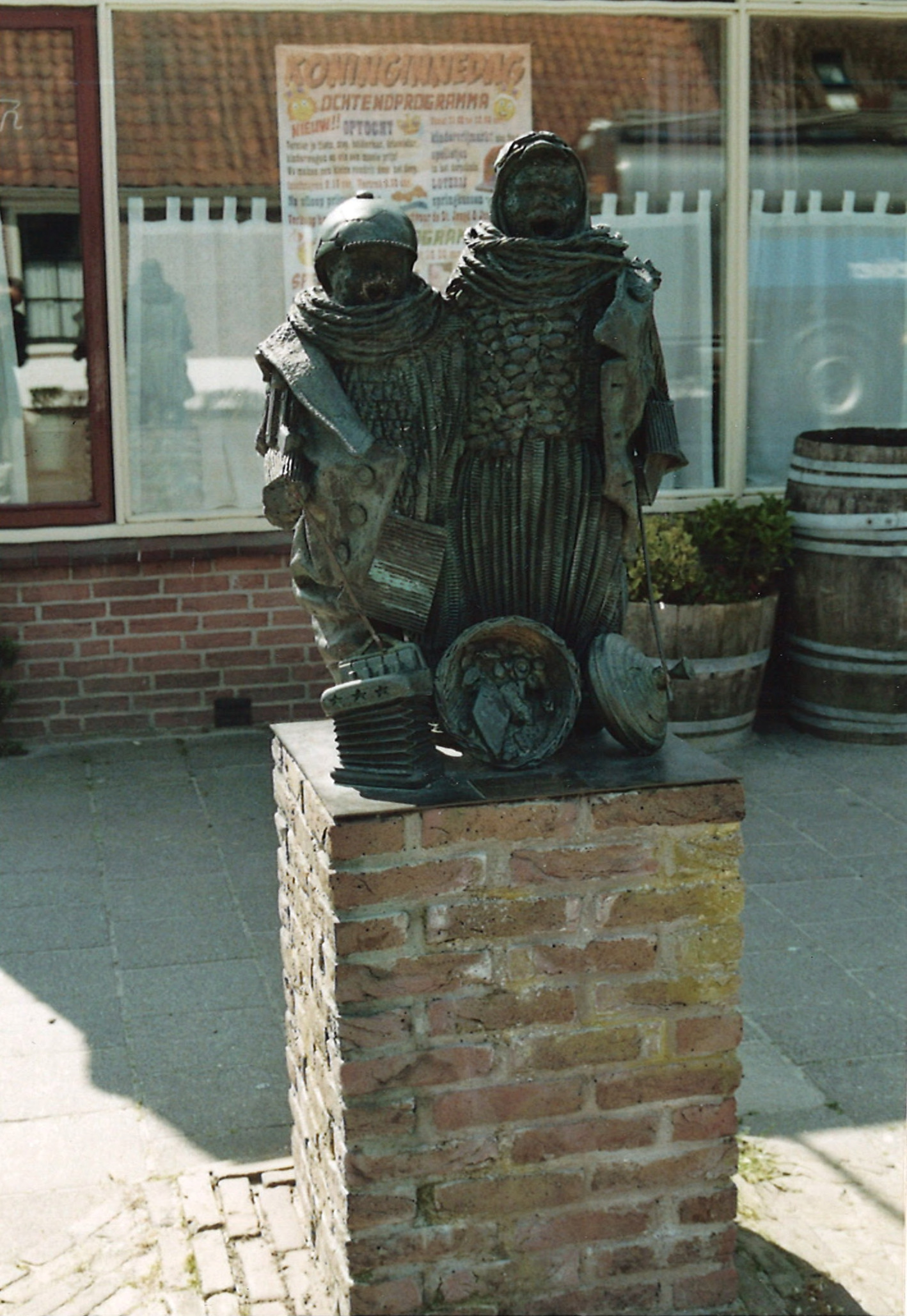
Keuvelende kinderen (1997), Sint Maarten (Noord-Holland)
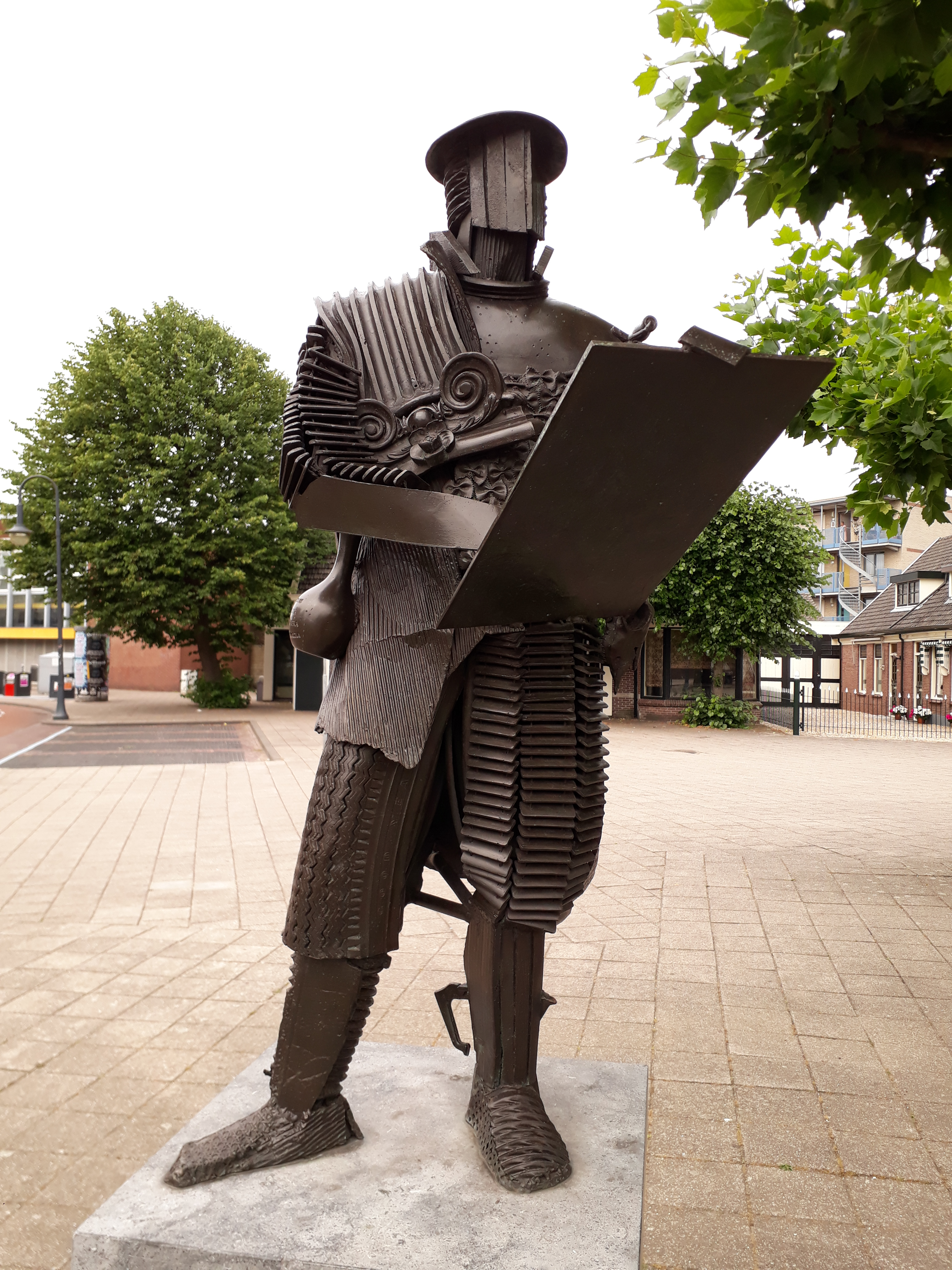
Maarten van Heemskerck (1998), Heemskerk
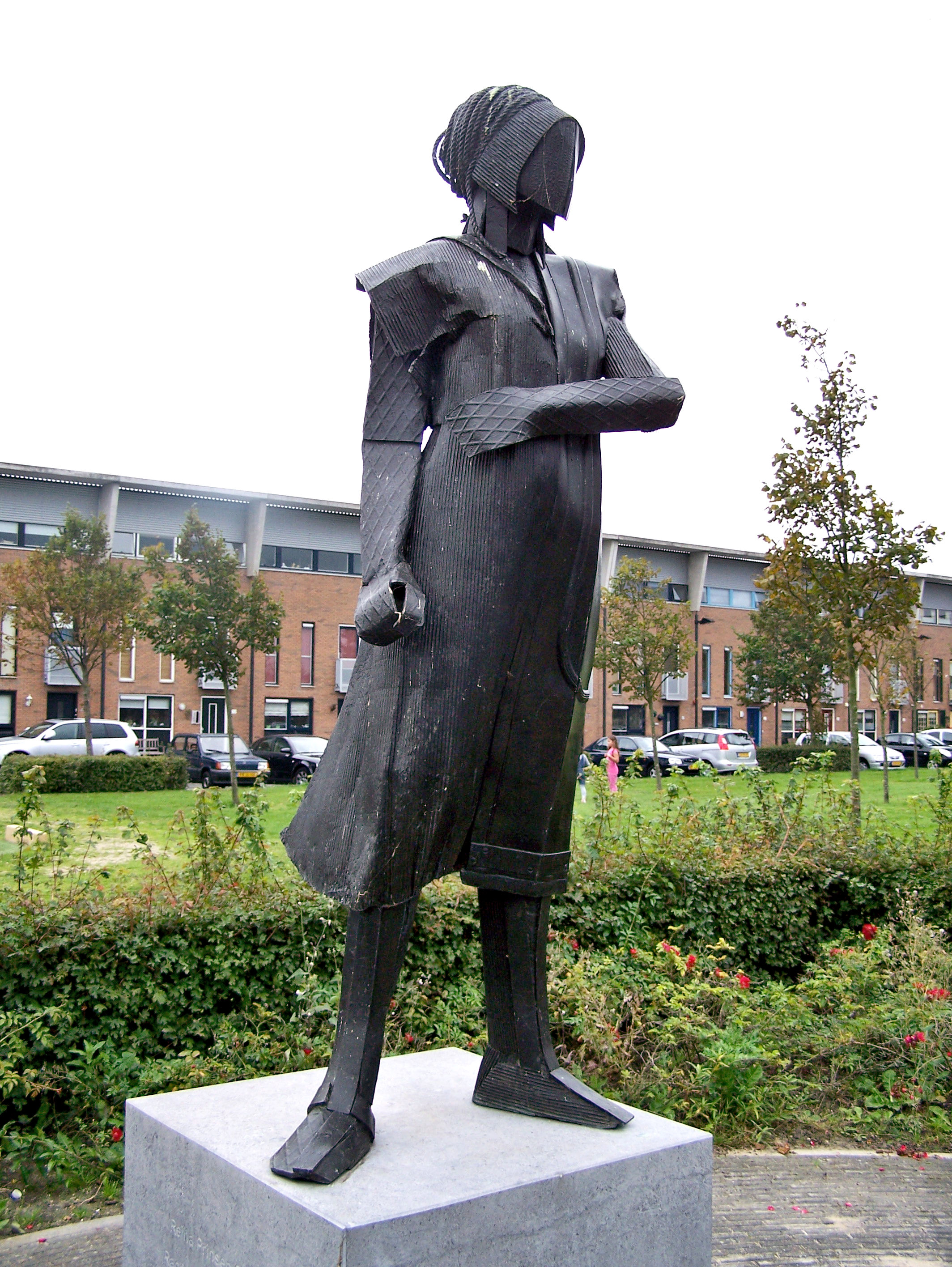
Vrouwen uit het verzet (1999), Heerhugowaard
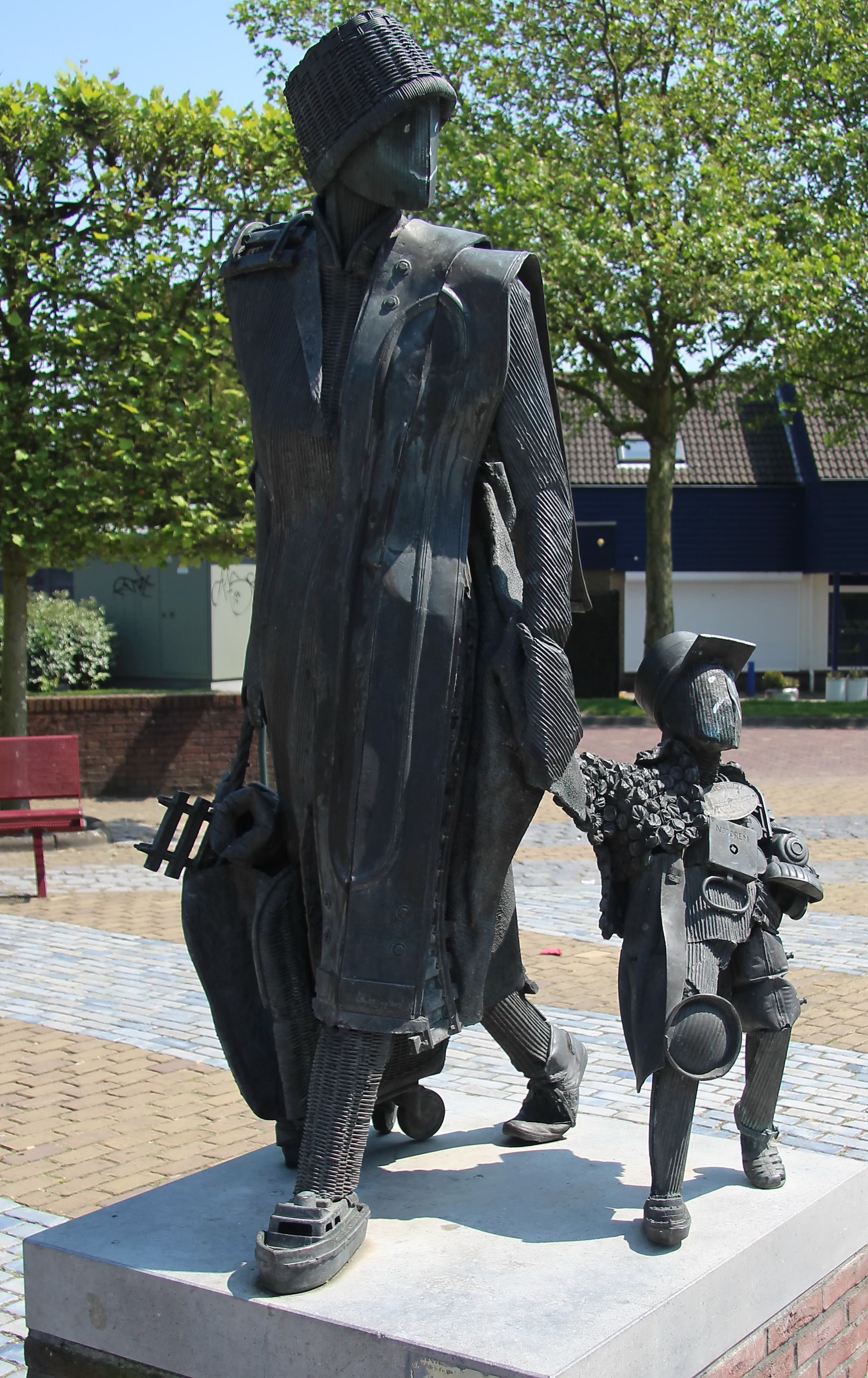
Vrouw met kind (2001), Oostvoorne
borstbeeld Albert Kikkert (2006), Curaçao